# Бычки (Дмитриевский район)
Бычки — село в Дмитриевском районе Курской области. Дата основания идёт от первого письменного упоминания в 1677 году, хотя предполагается и более ранний период основания села, о чём могут свидетельствовать находки монет.

## Этимология
Быками называли плоские равнинные участки между двумя оврагами. Селение на такой равнине принимало название Бычки, Быки или родственное производное этому слову название.

## География
Село находится в Дмитриевском районе недалеко от трассы А142. Через Бычки протекает река Осмонька, которая в некоторых документах имеет название ручей Бычёк, на речке имеется плотина. Село Бычки вместе с посёлком Первоавгустовский, посёлком Мелгора и селом Дерюгино по сути представляют собой единую агломерацию.

## Инфраструктура
В селе есть клуб построенный в 1967 году в честь Пятидесятилетия Советской власти, на клубе имелась памятная табличка в честь открытия.

## История
РГИА, Ф. 1350, оп. 312, д. 76, Экономическое примечание Дмитровского уезда что на Свопе (от 12.08.1781).
8.1. Село Дерюгино, Бычки, Красный Клин, Кубань, Неварь, и сельцо Кузнецовка владения  бригадира Князя Владимира Борисовича Голицына и жены его Натальи Петровны Голицыной и с выделением вновь в пяти церковными землями в бесспорном отводе.
В сёлах: Дерюгине – 50 дворов, 268 м., 282 ж.
Бычках – 70 д., 332 м., 330 ж.
Красном Клину – 65, 357, 341
Кубань – 70, 239, 323
Неварь – 55, 291, 250
В сельце Кузнецовке – 16, 54, 53
Всего лесу 7136 десятин, земли всего 19351 десятин, 2186 сажень. Да спорами отведено из оной дачи.

Село Бычки лежит по обе стороны речки Бычка, Семанова верхи и на берегу Усаднова верхи от, тоже по течению его на правой стороне пруд и при нём мучная мельница об одном поставе, действует не весь год, а только в дождливое время и накопленною водою. Оброку от неё по десяти рублей от крестьян. В том селе церковь деревянная Мученицы Прасковьи наречённой Пятницы.
В 1912 году в селе Бычки Дмитриевского уезда Курской губернии была открыта земская школа.
Церковь в советское время была перестроена в школу, которая в наши дни упразднена.
Законом Курской области от 26 апреля 2010 года № 26-ЗКО[3], были преобразованы путём объединения, не влекущего изменения границ иных муниципальных образований, граничащие между собой муниципальные образования: Первоавгустовский сельсовет, Бычковский сельсовет, Неварьский сельсовет и Черневский сельсовет в Первоавгустовский сельсовет.

## Достопримечательности
- Памятник односельчанам погибшим во время ВОВ.
- Здание бывшей церкви и бывшей школы.
- Здание клуба.
- Могила старицы Солмониды (Мазурова Солмонида Сергеевна).
- Могила Роговой Марфы Фоминичны, санитарки медсанбата 55-й стрелковой дивизии.
- Лиственничная аллея протяжённостью в 1 км, посажена в 1902 году по распоряжению Великого князя Михаила Александровича Романова.

## Транспорт
Рядом с селом находится железнодорожная станция Дерюгино, ветки Брянск — Льгов. Оттуда можно доехать до станции Комаричи и Брянска, в другую сторону до Дмитриева и Льгова.
Через село проходит ответвление от трассы А142, дорога доходит до села Неварь.
Также недалеко от села, в посёлке Первоавгустовский находится остановка автобусов ходящих до Дмитриева и Железногорска.

## Галерея
- Дорога из Бычёк в сторону посёлка Первоавгустовский.
- Дорога в рощу.
- Часть села под названием Кочерга.
- Могила старицы Солмониды.